# Тоні Скотт
Тоні Скотт (англ. Tony Scott; 21 червня 1944, Шилдс — 19 серпня 2012, Лос-Анджелес) — англійський кінорежисер і продюсер. Молодший брат режисера і продюсера Рідлі Скотта.

## Біографія
Народився у Великій Британії. Здобув освіту в художній школі, в юності прагнув стати артистом. Кар'єру в кінематографі розпочав з компанії свого старшого брата, режисера Рідлі Скотта. Один із впливових діячів американської кіноіндустрії. Автор культової стрічки жахів 1983 року «Голод» (англ. The Hunger), з Катрін Денев та Девідом Боуї.

## Фільмографія
| Рік  | Українська назва                | Оригінальна назва          | Роль               |
| ---- | ------------------------------- | -------------------------- | ------------------ |
| 1971 | Лагідні спогади                 | Loving Memory              | режисер, сценарист |
| 1983 | Голод                           | The Hunger                 | режисер            |
| 1986 | Найкращий стрілець              | Top Gun                    | режисер            |
| 1987 | Поліцейський з Беверлі Гіллз II | Beverly Hills Cop II       | режисер            |
| 1990 | Помста                          | Revenge                    | режисер            |
| 1990 | Дні грому                       | Days of Thunder            | режисер            |
| 1991 | Останній бойскаут               | The Last Boy Scout         | режисер            |
| 1993 | Справжнє кохання                | True Romance               | режисер            |
| 1995 | Багряний приплив                | Crimson Tide               | режисер            |
| 1996 | Фанат                           | The Fan                    | режисер            |
| 1998 | Ворог держави                   | Enemy of the State         | режисер            |
| 2001 | Шпигунські ігри                 | Spy Game                   | режисер            |
| 2002 | Перемогти диявола               | Beat the Devil             | режисер            |
| 2004 | Лють                            | Man on Fire                | режисер, продюсер  |
| 2005 | Доміно                          | Domino                     | режисер, продюсер  |
| 2006 | Дежа Вю                         | Déjà Vu                    | режисер            |
| 2009 | Захоплення підземки 123         | The Taking of Pelham 1 2 3 | режисер            |
| 2010 | Команда А                       | The A-Team                 | продюсер           |
| 2010 | Некерований                     | Unstoppable                | режисер            |
| 2013 | Стокер                          | Stoker                     | продюсер           |
| 2013 | Схід                            | The East                   | продюсер           |
| 2013 | З пекла                         | Out of the Furnace         | продюсер           |